# 宇都宮直子
宇都宮 直子（うつのみや なおこ、1958年 - ）は、日本のノンフィクションライター。

## 経歴
神奈川県横浜市生まれ。現在も神奈川県在住。もともと家族親戚に、新聞記者、雑誌編集者などが多く、小学校時代から作家の仕事に憧れを持っていた。
大学卒業後、OL生活を経て結婚。その後、妹知子に1990年、ダウン症の娘、茉莉子が生まれ、その子のことを書いたノンフィクション『神様がくれた赤ん坊』（1979年公開の前田陽一監督の同名の日本映画とは無関係である）で作家デビューした。この作品は、1998年刊行の『神様がくれた赤ん坊　茉莉子は小学1年生』とそれ以降の小学3年になってからの日常についての加筆を加えて、2000年講談社文庫に収録されている。
その後、医療、人間像、ペット、スポーツに関するノンフィクションの分野で活躍している。スポーツ関連では、スポーツ雑誌「Number」にフィギュアスケート関連のコラムを多数執筆している。

## 著書
- 『神様がくれた赤ん坊』講談社　1991年、講談社文庫　1995年
- 『神様がくれた赤ん坊　茉莉子は小学一年生』講談社　1998年
  - 改題『神様がくれた赤ん坊　茉莉子の赤いランドセル』講談社文庫　2000年。
- 『人間らしい死を迎えるために』講談社　1998年、講談社文庫　1998年
- 『ペットと日本人』文春新書　1999年
- 『だから猫と暮らしたい』旬報社　1997年、講談社文庫　2001年
- 『絶望するには早すぎる』筑摩書房・ちくまプリマーブックス　2002年
- 『猫と私の「老い支度」』講談社　2004年
  - 増訂版『猫を看取る－シュガー、16年をありがとう』中公文庫　2012年。
- 『「死」を子どもに教える』中公新書ラクレ　2005年
- 『浅田真央、15歳』文藝春秋　2006年
- 『浅田真央、16歳』文藝春秋　2007年
- 『浅田真央、17歳』文藝春秋　2008年
  - 『浅田真央 age15-17』文春文庫　2009年。上記3冊の改訂版
- 『浅田真央、18歳』文藝春秋　2009年
- 『浅田真央、20歳（はたち）への階段』文藝春秋　2011年
  - 『浅田真央 age18-20』文春文庫　2013年。上記2冊の改訂版
- 『フィギュアスケートに懸ける人々－なぜ、いつから、日本は強くなったの』小学館101新書　2010年
- 『別れの何が悲しいのですかと、三國連太郎は言った』中央公論新社 2013年
- 『日本フィギュアスケートの軌跡　伊藤みどりから羽生結弦まで』中央公論新社 2017年
- 『羽生結弦が生まれるまで　日本男子フィギュアスケート挑戦の歴史』集英社 2018年
- 『スケートは人生だ！』三賢社 2019年
- 『羽生結弦を生んだ男 都築章一郎の道程』集英社新書 2020年
- 『三國連太郎、彷徨う魂へ』文藝春秋 2020年、文春文庫 2025年
- 『アイスダンスを踊る』集英社新書 2022年
- 『ブルーインパルス　35秒の奇跡』小学館 2025年